# 喝
喝（かつ）は、大声で怒鳴りつけることを指す日本語である。

## 概要
漢字の「喝」は、音を表す「曷」と意味を示す「口」からなる形声文字で、しばしば「さけぶ」を意味する単語を表記する。かつて「会意形声文字」と解釈する説があったが、根拠のない憶測に基づく誤った分析である。
さけぶの意味から転じ、仏教、特に禅宗で、指導者が修行者を導く手段として大声を出す際に用いる。
また、怒鳴りつけるの意味から生じた熟語、恐喝を略し、不良行為や窃盗などを行う人が「脅し」や「恐喝」の符丁として用いる。
また、音の似た「渇く」を意味する単語にも用いられる。特に現代中国語においては、さらにそこから「飲む」の意味で用いたりする。
品詞について、日本語においては名詞であり、同じく口から出た声を意味する語、嗚呼（ああ、ええ）の感動詞とは異なる。

## 用例

### 仏教
禅宗における「喝」は、修行者に対して指導者が叱咤するときに用いられ、言語や文字では表現しにくい絶対の心理を示したり、悟りへの転機を与えたりするために用いられる叫び声とされている。これは間違った考えや迷いに対して叱ったり、励ましたりするときに使用される。中国の禅宗では経典の講義や説法以外にも日常生活上での対話や挨拶を重視した上で、棒で打つなどの直接的な行動に訴えかけることを指していた。唐代以降、言詮が及ばない弟子に対して禅の極意を示すための方便として用いられた。その始まりは馬祖道一と百丈懐海との間で行われたものが最初だとされ、「黄檗希運の棒」に対して「臨済義玄の喝」と並び称された。臨済宗でも「臨済四喝」の中に考えが取り込まれ、『臨済録』にも用例がある。ここから転じて、「怒鳴り声」全体のことを「喝」と呼ぶ場合がある。尚、「喝」を「大声で言うこと」のように使うのは日本だけだとする文献も存在する。「喝」と修行者に叫ぶことに関して足利直義に問われた臨済宗の僧・夢窓疎石が
| 「 | 或は棒を行じ、喝を下し、指を挙げ、拳をささぐ、皆是れ宗師の手段なり | 」 |

と答えたことは、法話集『夢中問答集』に記録として残っている。

### その他
元野球選手の張本勲は「喝!」という言葉を発していることで知られている。

### 誤用
他人に刺激を与えることで元気にすることを指す「カツを入れる」という表現の「カツ」に対応する漢字は「喝」ではなく、「活」である。しかし、Domaniや毎日新聞は誤用が多いと指摘しており、例として毎日新聞の「毎日ことば」に掲載された調査では43.4％が「喝」と書いたのに対して、正しい漢字である「活」を書いたのは27%であった。また、黒野伸一の小説『万寿子さんの庭』には誤用例である「喝」の漢字が用いられている。「喝」を使用した表現としては「喝を食らわす」などがある。